# Безстрашний отаман
«Безстрашний отаман» (рос. «Бесстрашный атаман») — радянський художній фільм 1973 року, знятий на кіностудії «Мосфільм». Біографічна кіноповість за мотивами роману І. Всеволожського «Хуторська команда».
Зйомки проходили в с. Яреськи Шишацького району Полтавської обл[джерело?].

## Сюжет
Фільм присвячений дитинству легендарного радянського воєначальника, Маршала Радянського Союзу Семена Михайловича Будьонного (1883—1973).

## У ролях
- Станіслав Франіо — Сьомка
- Микола Абраменков — Кілларій
- Ніна Русланова — Меланія, мати Сьомки
- Юрій Волинцев — Павло Федосійович Герасимов, батько Кілларія
- Анатолій Шаляпін — Ферапонт Черкаскін, молодий козак
- Юрій Назаров — Василь Коробов, майстровий
- Віталій Шаповалов — урядник
- Тамара Носова — урядниця
- Андрій Гусєв — Філька, друг Сьомки
- Юрій Ковальов — друг Сьомки
- Іван Купцов — Андрійко
- Олександр Сафонов — друг Сьомки
- Георгій Жемчужний — циган
- Микола Бармін — козак
- Олексій Бахарь — козак-сперечальник
- Олексій Ванін — Афанасій
- Микола Горлов — отаман
- Євген Зосімов — епізод
- Григорій Михайлов — епізод
- Володимир Піцек — судовий пристав
- Георгій Светлані — станичник
- Михайло Селютін — жандарм
- Віктор Уральський — писар
- Леонід Чубаров — козак-сперечальник
- Ніна Шнуркова — циганка
- Ірина Савіна — сестра Кілларія
- Олександр Андронов — епізод
- Юрій Трейвіш — епізод
- Ілля Кисельов — епізод
- Сергій Кисельов — епізод
- Олексій Норін — епізод
- Сергій Комарголов — епізод
- Юрій Поляков — епізод
- Іван Козібєєв — епізод
- Андрій Чеховськой — епізод
- Олексій Шерстньов — епізод

## Знімальна група
- Режисери-постановники — Володимир Дьяченко, Геннадій Іванов
- Сценарист — Володимир Голованов
- Оператор-постановник — Володимир Боганов
- Композитор — Геннадій Гладков
- Художник-постановник — Ірина Лукашевич